# Pōmare III
Pōmare III (25 de junho de 1820 - 8 de janeiro de 1827) foi o rei de Tahiti entre 1821 e 1827. Ele era o segundo filho do Rei Pōmare II e de sua segunda esposa, a rainha Teri'ito'oterai Tere-moe-moe. Fontes divergem sobre sua relação com sua irmã com as fontes missionárias citando-os como meio-irmãos, enquanto fontes posteriores citados Tere-moe-moe tanto como de sua mãe.

## Biografia
Ele nasceu em Papofai, e foi batizado 10 de setembro de 1820. Ele sucedeu ao trono após a morte de seu pai 7 de dezembro de 1821. Foi coroado em Arue, 21 de abril de 1824. 
Ele governou sob a regência de sua mãe, a rainha Teri'ito'oterai Tere-moe-moe, sua tia e sua madrasta Teri'itari'a Ari'ipaeavahine, e as cinco principais chefes de Tahiti, devido à sua minoria.
A educação de Pomare III teve lugar na Academia do Mar do Sul, Papetoai, Moorea. Reinou sob um conselho de regência até sua morte, 08 de janeiro de 1827 a partir de disenteria.
Ele foi sucedido por sua irmã, Pōmare IV, que reinou 1827-1877. 